# 沃希托縣 (阿肯色州)
沃希托縣（英語：Ouachita County）是位於美国阿肯色州南部的一個縣，面積1,916平方公里。根據2020年美國人口普查，共有人口22,650人。縣治康登。該縣成立於1842年11月29日，縣名以沃希托河命名。